# Złotorostowce
Złotorostowce (Teloschistales D. Hawksw. & O.E. Erikss.) – rząd grzybów z klasy miseczniaków (Lecanoromycetes).

## Systematyka
Pozycja w klasyfikacji według Index FungorumTeloschistales, Lecanoromycetidae, Lecanoromycetes, Pezizomycotina, Ascomycota, Fungi.
TaksonomiaWedług aktualizowanej klasyfikacji Index Fungorum bazującej na Dictionary of the Fungi do rodziny tej należą następujące rodziny:
- Brigantiaeaceae Hafellner & Bellem. 1982
- Letrouitiaceae Hafellner & Bellem. 1982
- Megalosporaceae Vězda ex Hafellner & Bellem. 1982
- Teloschistaceae Zahlbr. 1898 – złotorostowate